# Eupyrrhoglossum sagra
Eupyrrhoglossum sagra é uma mariposa neotropical da família Sphingidae, descrita pela primeira vez pelo naturalista cubano Felipe Poey em 1832. Caracteriza-se por ser um esfingídeo de pequeno porte, com asas anteriores de coloração marrom-escura e um ponto branco submarginal, e asas posteriores negras com uma proeminente faixa amarela. A espécie possui uma vasta distribuição geográfica, ocorrendo desde o México e Caribe até a Argentina, com registros confirmados em diversos biomas do Brasil, incluindo áreas de Cerrado no sul do estado do Maranhão.

## Taxonomia e Nomenclatura
A espécie foi originalmente descrita por Felipe Poey em 1832 sob o nome de Macroglossum sagra, a partir de um espécime coletado no Jardim Botânico de Havana, em Cuba. Em 1865, o entomologista Augustus Radcliffe Grote transferiu a espécie para o gênero Eupyrrhoglossum, no qual permanece classificada até hoje.
Ao longo da história, a espécie recebeu outras denominações que são hoje consideradas sinônimos taxonômicos, incluindo Macroglossa sagra, por Francis Walker em 1856, e Macroglossa harpyia, por Ludwig Wilhelm Schaufuss em 1870. A classificação moderna posiciona Eupyrrhoglossum sagra na subfamília Macroglossinae, tribo Dilophonotini e subtribo Dilophonotina. Análises filogenéticas sugerem que o gênero Eupyrrhoglossum é um grupo irmão do gênero Aellopos, diferenciando-se por características sutis na venação das asas e na morfologia da genitália masculina.

## Descrição
Eupyrrhoglossum sagra é uma mariposa de porte pequeno, mas de corpo robusto, característica da família Sphingidae. Sua morfologia varia consideravelmente ao longo de seu ciclo de vida, desde o ovo até a fase adulta.

#### Ovo
Os ovos são esféricos, de coloração verde e medem aproximadamente 1,5 milímetro de diâmetro. São depositados individualmente pela fêmea na face inferior das folhas da planta hospedeira, tanto em folhagem madura quanto em brotos novos.

#### Lagarta
A lagarta passa por cinco estágios de desenvolvimento (ínstares), exibindo mudanças morfológicas significativas a cada mudança.
- Primeiro ínstar: A lagarta recém-eclodida é verde-pálida, com um corno anal escuro e recurvado na ponta. Atinge cerca de 10 milímetros de comprimento antes da primeira muda.[7]
- Segundo ao quarto ínstar: A partir do segundo ínstar, a lagarta desenvolve uma coloração verde mais escura e sete listras diagonais claras no corpo. Uma característica distintiva desses estágios é a presença de uma pequena protuberância atrás da cabeça e um corno anal recurvado e bicolor, com uma mancha clara que separa a ponta da base.[7] A lagarta também exibe faixas abdominais brancas, sendo a segunda faixa particularmente larga e proeminente.[2]
- Quinto ínstar (final): No último estágio larval, a lagarta atinge até 50 milímetros de comprimento e a protuberância atrás da cabeça desaparece, sendo substituída por uma dobra de pele.[7] O corno anal torna-se mais espesso, granulado e relativamente reto, com uma leve curvatura para baixo.[2] Neste estágio, a lagarta pode apresentar duas formas de coloração: verde e marrom.

#### Pupa
Não há na literatura científica uma descrição morfológica detalhada da pupa de E. sagra. No entanto, o comportamento de pupação segue o padrão da família Sphingidae. A lagarta de último ínstar, ao atingir o tamanho máximo, para de se alimentar e procura um local seguro para se transformar. Ela se enterra no solo ou em substrato solto para formar a pupa. As pupas de esfingídeos são tipicamente obtectas (apêndices colados ao corpo), de coloração marrom, e não são envoltas por um casulo de seda. Muitas espécies possuem uma probóscide (espirotromba) visível em uma estrutura externa proeminente.

### Adulto
O adulto possui uma envergadura de asas que varia entre 51 e 53 milímetros. Outras fontes registram o comprimento da asa anterior entre 22 e 27 milímetros. As asas anteriores são de um marrom-escuro profundo, com um padrão mosqueado de tons contrastantes de marrom e preto. Uma linha de cor creme delimita a área basal da asa, e um pequeno ponto branco ou semitransparente é visível na área submarginal. As asas posteriores são predominantemente negras, atravessadas por uma faixa mediana de cor amarela vibrante, de largura quase uniforme. A franja das asas posteriores é também amarela.
A cabeça apresenta uma crista medial baixa, e o tórax é cinza-claro, criando um contraste nítido com as bordas e a linha mediana escuras. Não há dimorfismo sexual acentuado, sendo a única diferença notável o tamanho ligeiramente maior das fêmeas em comparação com os machos.

## Distribuição e Habitat
Eupyrrhoglossum sagra possui uma distribuição geográfica extremamente ampla, abrangendo as terras baixas tropicais e subtropicais do Neotrópico. Sua ocorrência se estende desde o México, passando pela América Central (Belize, Guatemala, Costa Rica) e pelo Caribe (notavelmente Cuba), até a América do Sul, onde é encontrada na Bolívia, Paraguai, Argentina e Uruguai. No Brasil, a espécie está amplamente distribuída, com registros que vão do sul do país até a região amazônica.

### Habitat
A espécie habita predominantemente florestas tropicais de baixa altitude, incluindo matas de galeria e formações florestais de madeira dura, além de áreas de transição com pinhais. A presença da espécie está diretamente ligada à disponibilidade de suas plantas hospedeiras, principalmente do gênero Guettarda.

## Biologia e Ecologia

### Comportamento e Período de Voo
Os adultos são voadores rápidos e ágeis, com atividade predominantemente crepuscular. São mais comumente observados forrageando pouco antes do amanhecer e logo após o anoitecer. Em regiões tropicais, como no sul da Flórida, os adultos estão ativos durante todo o ano, permitindo a ocorrência de múltiplas gerações anuais.

### Alimentação
Os adultos são nectarívoros, alimentando-se do néctar de uma variedade de flores. Seu aparelho bucal é uma espirotromba longa, adaptada para alcançar o néctar em flores com corolas tubulares profundas. Há registros de adultos de E. sagra visitando flores de Lantana sp. e Dracaena fragrans.
As lagartas são herbívoras e especializadas em plantas da família Rubiaceae. A principal planta hospedeira documentada é a Guettarda scabra. Outras espécies de Rubiaceae, como Guettarda macrosperma e Chomelia spinosa, também são consumidas.

### Reprodução
A reprodução inicia-se com a fêmea liberando feromônios para atrair o macho. Após o acasalamento, a fêmea deposita seus ovos de forma isolada na face inferior das folhas da planta hospedeira, garantindo que a lagarta tenha acesso imediato ao alimento após a eclosão.

## Estado de Conservação
Globalmente, Eupyrrhoglossum sagra é classificada como G4G5 (Segura / Aparentemente Segura) pela NatureServe. Esta avaliação reflete a distribuição geográfica extremamente ampla da espécie, que se estende por mais de 2,5 milhões de quilômetros quadrados, e o número moderado de ocorrências documentadas, com populações que aparentam estar estáveis e sem ameaças generalizadas conhecidas.